# 하니우촌 (오사카부)
하니우촌(일본어: 埴生村)은 일본 오사카부 미나미카와치군에 설치되었던 촌이다. 현재의 하비키노시에 해당한다.

## 역사
- 1889년 4월 1일 - 정촌제 시행에 의해 단난군 하니우촌이 성립하였다.
- 1896년 4월 1일 - 군 통합에 의해 미나미카와치군이 성립하였다.
- 1956년 9월 30일 - 후루이치정, 다카와시정, 니시우라촌, 고마가타니촌, 단피촌과 합병해 미나미오사카정이 성립하여, 동일 하니우촌은 폐지되었다.

## 경제
다케우치 가도를 따라 소와 말의 집산 요지였던 무카이노 지역에는 에도 시대부터 병든 소와 말을 치료하는 수의사와 폐사한 소와 말의 처리권이 존재했다. 이후 축적된 해체 기술을 살려 도축으로 전환하여 1883년 와지마 유지로(和島勇次良)가 오사카부로부터 정식으로 인가를 받아 도축장을 시작했다.
1890년대는 이미 육류업이 농업을 넘어설 정도로 발전했다. 마을 사람들은 육류 행상에 힘썼고, 여름철 육류 판매를 가능하게 하기 위해 보존 말고기 '세이보시'를 상품화하는 등, 육류 판매와 도축을 합쳐 메이지 후기에는 오사카 부내 육류 산업의 선두주자가 되었다.
1908년에는 도축장이 마을에 인수되어 마을이 운영하게 되었고, 동년 하니오무라 마을의 총 수입의 47%가 도축장 수입으로 차지하게 되었다. 1949년에는 '하니오 식육도매상업조합'을 결성하여 근대적인 도축장 경영에 힘썼다. 1955년에는 '미나미오사카 식육도매상업협동조합'으로 개칭하여 오사카부내 도축마 1위, 도축소 3위 실적을 달성하였으며, 고도 경제성장기에는 도축소 실적 전국 3위를 달성하고 1976년에는 '하비키노시 식육지방시장'을 설립하였다. 하비키노시 식육 지방시장'을 개설, 1997년에는 전국 2위의 도축장으로 성장했다

## 인구
1930년 발간된 『시정실록 개정 제2판』에 따르면, 가구수 487호, 인구 2812명

## 참고문헌
- 大日本篤農家名鑑編纂所編『大日本篤農家名鑑』大日本篤農家名鑑編纂所、1910年。
- 日本自治協会編『市町村治績録 改訂第2版』日本自治協会、1930年。
- 「角川日本地名大辞典」編纂委員会編『가도카와 일본 지명 대사전 27 大阪府』角川書店、1983年。